# Out of Africa
Out of Africa (Memorias de África en España, África mía en Hispanoamérica) es una película estadounidense de 1985, dirigida por Sydney Pollack y protagonizada por Meryl Streep y Robert Redford. Está basada en el libro autobiográfico Memorias de África, de la escritora Karen Blixen, el libro: The Life of a Story Teller, de Judith Thurman, y el libro Silence Will Speak, de Errol Trzebinski. 
El guion fue adaptado por Kurt Luedtke a partir del libro y de otras obras de Blixen, en especial Sombras en la hierba.
Obtuvo un extraordinario éxito de taquilla y crítica: habiendo costado 28 millones de dólares, recaudó 128, y ganó siete Premios Óscar, entre ellos el de mejor película, mejor dirección y mejor guion adaptado, entre otros.
Narra, apartándose significativamente del texto del libro original, varios episodios de la vida de Dinesen en Kenia durante la época en que ésta era una colonia británica y su compleja relación con su marido, el barón Bror von Blixen-Finecke, y con un cazador local. Contiene largas secciones dedicadas a la interpretación de Dinesen de la naturaleza de los nativos de etnia masái, y concluye con el retorno de Dinesen a Europa a la zaga de la Primera Guerra Mundial. Un ejemplo tardío del género literario denominado Bildungsroman, la novela ha gozado de notable éxito editorial.

## Argumento
A comienzos del siglo xx, la baronesa Karen Blixen (Meryl Streep) decide casarse con su primo lejano, el barón Bror Blixen-Finecke (Klaus Maria Brandauer) e irse a vivir a Kenia, entonces una de las colonias británicas de África, para dirigir una plantación de café. Este matrimonio de conveniencia pronto se viene abajo, debido al carácter mujeriego de su marido y a la falta de amor. Su sueño se ve truncado por las dificultades económicas de la plantación, aunque se siente feliz porque poco a poco se encuentra más a gusto con el lugar y su gente. Conoce allí a un cazador profesional, Denys Finch Hatton (Robert Redford), aventurero y liberal, que le hace recobrar la alegría de vivir. Pero su visión respectiva del amor difiere, debido a que él no concibe la vida sin su independencia y ella precisa de un compañero fiel. Un incendio destruye la cosecha de café y Karen se arruina, por lo que tiene que regresar a Europa y, aunque en aquel momento ya están separados, Denys se ofrece a ayudarla. Karen rechaza su oferta, pero antes de su marcha Denys tiene un accidente en su avioneta y fallece. Lo entierran en las colinas de Ngong, quedando su recuerdo como el motivo de su autobiografía.

## Reparto
| Actor                 | Personaje                       |
| --------------------- | ------------------------------- |
| Meryl Streep          | Karen Christence Dinesen Blixen |
| Robert Redford        | Denys George Finch Hatton       |
| Klaus Maria Brandauer | Barón Hans Blixen               |
| Michael Kitchen       | Berkeley Cole                   |
| Malick Bowens         | Farah                           |
| Joseph Thiaka         | Kamante                         |
| Stephen Kinyanjui     | Kinanjui                        |
| Michael Gough         | Lord Delamere                   |
| Suzanna Hamilton      | Felicity                        |
| Rachel Kempson        | Lady Belfield                   |
| Graham Crowden        | Lord Belfield                   |
| Leslie Phillips       | Sir Joseph Byrne                |
| Annabel Maule         | Lady Byrne                      |
| Iman                  | Mariammo                        |
| Mike Bugara           | Juma                            |
| Shane Rimmer          | Belknap, encargado de la granja |
| Job Seda              | Kanuthia                        |
| Stephen Kinyanjui     | Jefe Kinanjui                   |
| Benny Young           | Ministro                        |

## Premios y nominaciones
Out of Africa ha recibido numeroso premios y fue la máxima ganadora de los Oscar 1985:
| Categoría                                                                    | Persona                                                              | Resultado |
| ---------------------------------------------------------------------------- | -------------------------------------------------------------------- | --------- |
| Oscar a la mejor película                                                    | Sydney Pollack                                                       | Ganador   |
| Oscar al mejor director                                                      | Sydney Pollack                                                       | Ganador   |
| Oscar al mejor guion adaptado                                                | Kurt Luedtke                                                         | Ganador   |
| Oscar a la mejor banda sonora                                                | John Barry                                                           | Ganador   |
| Oscar a la mejor fotografía                                                  | David Watkin                                                         | Ganador   |
| Oscar a la mejor dirección de arte                                           | Stephen Grimes Josie MacAvin                                         | Ganador   |
| Oscar a la mejor edición de sonido                                           | Chris Jenkins Gary Alexander Larry Stensvold Peter Handford          | Ganador   |
| Oscar a la mejor actriz principal                                            | Meryl Streep                                                         | Candidato |
| Oscar al mejor actor de reparto                                              | Klaus Maria Brandauer                                                | Candidato |
| Oscar al mejor diseño de vestuario                                           | Milena Canonero                                                      | Candidato |
| Oscar al mejor montaje                                                       | Fredric Steinkamp William Steinkamp Pembroke J. Herring Sheldon Kahn | Candidato |
| BAFTA al mejor guion adaptado                                                | Kurt Luedtke                                                         | Ganador   |
| BAFTA a la mejor fotografía                                                  | David Watkin                                                         | Ganador   |
| BAFTA a la mejor actriz                                                      | Meryl Streep                                                         | Candidato |
| BAFTA al mejor actor de reparto                                              | Klaus Maria Brandauer                                                | Candidato |
| BAFTA al mejor vestuario                                                     | Milena Canonero                                                      | Candidato |
| BAFTA al mejor música                                                        | John Barry                                                           | Candidato |
| Globo de Oro a la mejor película - Drama                                     | Sydney Pollack                                                       | Ganador   |
| Globo de Oro al mejor actor de reparto                                       | Klaus Maria Brandauer                                                | Ganador   |
| Globo de Oro a la mejor banda sonora                                         | John Barry                                                           | Ganador   |
| Globo de Oro a la mejor actriz - Drama                                       | Meryl Streep                                                         | Candidato |
| Globo de Oro al mejor director                                               | Sydney Pollack                                                       | Candidato |
| Globo de Oro al mejor guion                                                  | Kurt Luedtke                                                         | Candidato |
| Premio de la Sociedad británica de Fotografía                                | David Watkin                                                         | Ganador   |
| David de Donatello a la mejor actriz extranjera                              | Meryl Streep                                                         | Ganador   |
| David de Donatello a la mejor película extranjera                            | Sydney Pollack                                                       | Ganador   |
| Premios de la crítica de Londres, Los Ángeles, Nueva York, Italia y Alemania | Sydney Pollack                                                       | Ganador   |

## Otros premios
- Premio NYFCC 1985: al mejor director de fotografía (David Watkin), y al mejor actor secundario (Klaus Maria Brandauer)
- Premio National Board of Review 1985: al mejor actor secundario (Klaus Maria Brandauer)
- Premio LAFCA 1985: a la mejor actriz (Meryl Streep), y a la mejor fotografía (David Watkin)
- Premio KCFCC 1986: a la mejor actriz (Meryl Streep), y al mejor actor secundario (Klaus Maria Brandauer)
- Premio BMI 1987: a John Barry
- Premio Nastro d'argento 1986: al mejor director - película extranjera (Sydney Pollack)
- Premio Joseph Plateau 1986: a la mejor música
- Premio London Critics Circle Film 1987: a John Barry
- Premio Guild of German Art House Cinemas 1987: a la película extranjera (Sydney Pollack)
- Premio Golden Screen 1986: a Universal Pictures International (distribuidora)